# Uno (cărți de joc)
Uno ( /ˈuːnoʊ/ , italiană și spaniolă pentru „unu“, stilizat ca UNO) este un joc de origine american de tip varsare care este jucat cu un imprimeu unic. Principiile generale ale jocului îl plasează în familia jocurilor de cărți „Crazy Eights⁠(d)” și este asemănător cu jocul tradițional european Mau-Mau⁠(d).Jocul uno este foarte important și cunoscut

## Istorie
Jocul a fost dezvoltat inițial în 1971 de către Merle Robbins⁠(d). Când familia și prietenii săi au început să joace din ce în ce mai mult, Robbins a cheltuit 8.000 de dolari pentru a face 5.000 de exemplare ale jocului. La început jocul s-a vândut în frizeria sa, pe urmă, afacerile locale au început să furnizeze și ei jocul. Ulterior, Robbins și-a vândut drepturile asupra jocului unui grup condus de Robert Tezak, proprietarul unei case funerare din, pentru 50.000 de dolari. Tezak a format International Games, Inc., pentru a comercializa UNO, cu biroul în spatele casei funerare. Jocurile au fost produse de Lewis Saltzman de la Saltzman Printers din Maywood, Illinois.

## Regulile oficiale

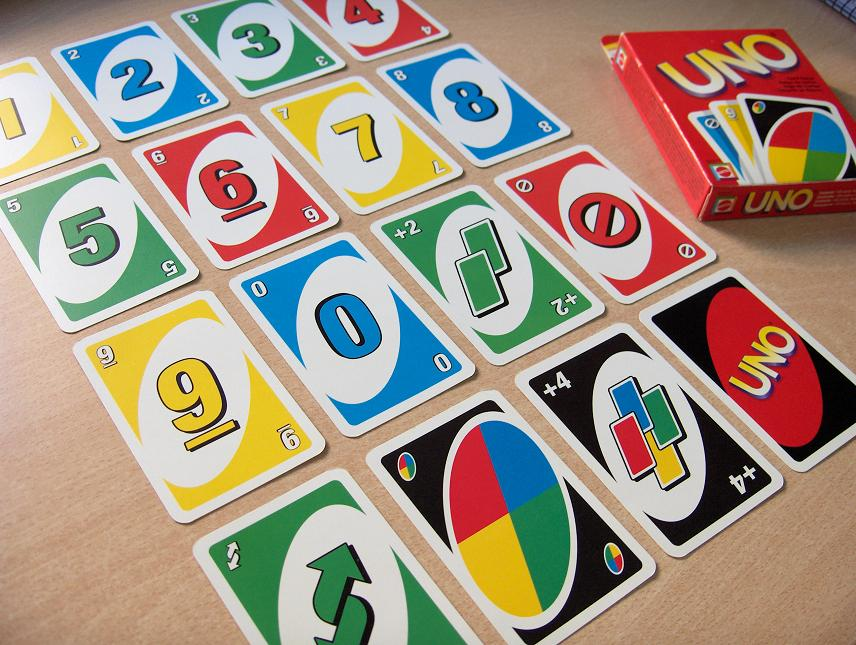
Cărți Uno

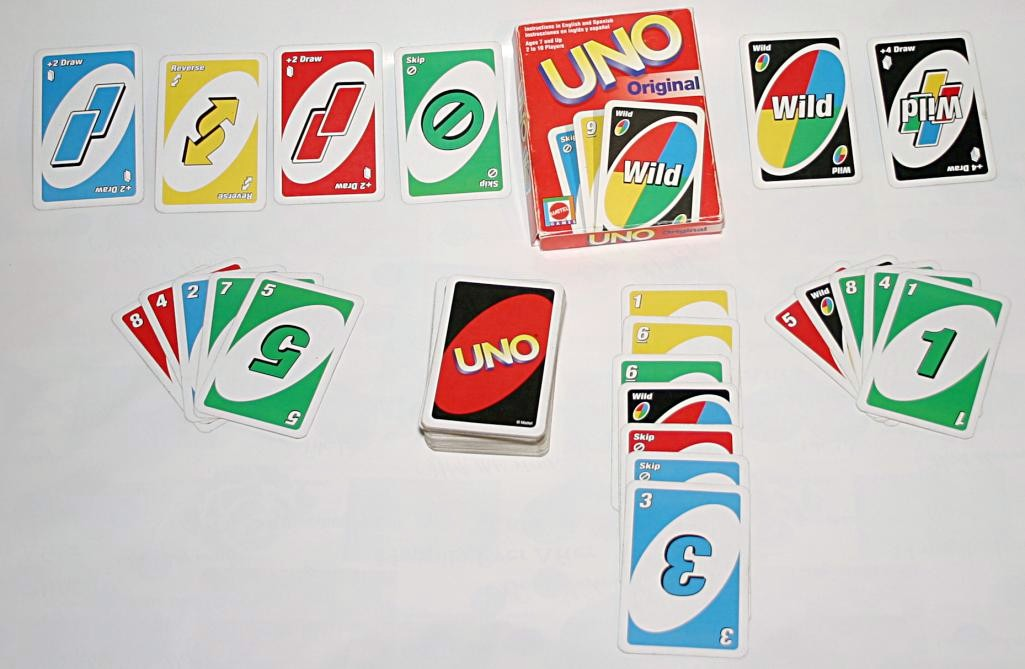
Cărți Uno

Pachet de cărți UNO

Scopul jocului este de a fi primul jucător care înscrie 500 de puncte, obținute, de obicei, pe parcursul mai multor runde de joc, iar primul care joacă toate cărțiile proprii și înscrie puncte pentru cărțile încă deținute de ceilalți jucători.
Pachetul este alcătuit din 108 cărți: câte patru „Joker” și „Joker - ia patru” și 25 fiecare din patru culori diferite (roșu, galben, verde, albastru). Fiecare culoare are câte un zero, câte două cărți din fiecare număr de la 1 la 9 și câte două din „stai o tură”, „ia două” și „schimbă direcția”. Aceste ultimele trei tipuri sunt cunoscute sub numele de „cărți de acțiune”.
Pentru a începe, șapte cărți sunt împărțite fiecărui jucător, iar cartea superioară a pachetului rămas este răsturnată și pusă deoparte pentru a începe pila de aruncare. Jucătorul din stânga dealerului joacă primul, cu excepția în care prima carte din teancul de aruncare este o acțiune sau un Wild card (vezi mai jos). La rândul fiecărui jucător, acesta trebuie să facă una dintre următoarele:
- să joace o carte care se potrivește în culoare, număr sau simbol
- să joace un Joker sau un Joker „ia patru” care poate fi jucată (consultați restricția de mai jos)
- să extragă cartea de sus din pachet, apoi să o joace dacă este posibil

Cărțile sunt jucate prin așezarea cu fața în sus deasupra grămezii de aruncare. Jocul se desfășoară în sensul acelor de ceasornic din jurul mesei.
Cărțile da acțiune sau Jokerii au următoarele efecte:
| Card                             | Efect atunci când este redat din mână | Efect ca prima aruncare |
| -------------------------------- | --- | --- |
| Stai o tură                      | Următorul jucător în secvență ratează o tură | Jucătorul din stânga dealerului ratează o tură                                                                                   |
| Schimbă direcția                 | Ordinea de joc comută direcțiile (din sensul acelor de ceasornic în sens invers acelor de ceasornic sau invers) | Dealerul joacă primul; jocul se desfășoară în sens invers acelor de ceasornic                                                    |
| „Ia două” (+2)                   | Următorul jucător extrage două cărți și ratează o tură | Jucătorul din stânga dealerului extrage două cărți și ratează o tură                                                             |
| Joker                            | Jucătorul declară următoarea culoare care se va juca (poate fi utilizată la orice tură, chiar dacă jucătorul are culoarea potrivită; culoarea actuală poate fi aleasă ca următoare la potrivire)                      | Jucătorul din stânga dealerului declară prima culoare care se potrivește și joacă o carte din acea culoare                       |
| Jokerul „ia patru” (+4 și Joker) | Jucătorul declară următoarea culoare care se va juca; următorul jucător în secvență extrage patru cărți și ratează o tură. Poate fi jucat legal numai dacă jucătorul nu are cărți de culoarea curentă (vezi Pedepse). | Jucătorul pune cartea înapoi în pachet, se vor amesteca din nou cărțile și se răstoarnă prima carte de sus pentru a începe jocul |

- Un jucător care extrage din pachet trebuie să joace sau să păstreze acea carte și nu poate juca nicio altă carte din mână în acea tură.
- Un jucător poate juca o carte Joker în orice moment, chiar dacă acel jucător are alte cărți jucabile.
- Un jucător poate juca o carte Joker „ia patru” doar dacă acel jucător nu are cărți care să se potrivească culorii curente. Jucătorul poate avea cărți de o culoare diferită care se potrivește cu numărul sau simbolul curent sau cu o carte Joker și totuși joacă cartea Joker „ia patru”. [2] Un jucător care joacă un Joker „ia patru” poate fi provocat de următorul jucător în ordine (vezi Pedepse) pentru a dovedi că mâna lor îndeplinește această condiție.
- Dacă întreaga punte este utilizată în timpul jocului, ultima aruncare este pusă deoparte, iar restul grămezii este amestecat pentru a crea un nou pachet. Jocul continuă normal.
- Este ilegal să schimbați cărți de orice fel cu un alt jucător.

Un jucător care urmează să își joace ultima carte trebuie să strige „Uno” ca avertisment pentru ceilalți jucători. 
Primul jucător care scapă de ultima lor carte („ieșire”) câștigă mâna și obține puncte pentru cărțile deținute de ceilalți jucători. Cărțile numerice își numără valoarea nominală, toate cărțile de acțiune contează 20, iar Joker și Joker „ia patru” contează 50. Dacă se joacă o carte „ia două” sau Joker „ia patru” pentru a ieși, următorul jucător din secvență trebuie să tragă numărul corespunzător de cărți înainte de a se calcula scorul.
Primul jucător care înscrie 500 de puncte câștigă jocul.

### Pedepse
- Dacă un jucător nu strigă „Uno” după ce și-a pus ultima carte și este prins înainte ca următorul jucător în secvență să ia o tură (de exemplu, joacă o carte din mână, trage din pachet sau atinge aruncarea grămadă), trebuie să tragă două cărți ca penalizare. Dacă jucătorul nu este prins la timp (sub rezerva interpretării) sau își amintește să strige „Uno” înainte de a fi prins, nu suferă nicio penalizare. [2]
- Dacă un jucător joacă o carte Joker „ia patru”, următorul jucător poate contesta utilizarea acesteia. Jucătorul care a folosit Joker-ul „ia patru” trebuie să-și arate mâna în mod privat jucătorului care îl provoacă, pentru a demonstra că nu are cărțile potrivite. Dacă provocarea este corectă, atunci jucătorul provocat trage în schimb patru cărți. Dacă provocarea este greșită, atunci provocatorul trebuie să tragă șase cărți; cele patru cărți care trebuiau trase plus încă două cărți.

### Joc cu doi jucători
Într-un joc cu doi jucători, cartea „Schimbă direcția” acționează ca o carte „Stai o tură”; când este jucată, celălalt jucător ratează o tură.

### Regulile casei
Următoarele reguli oficiale ale casei sunt sugerate în regulamentul Uno, pentru a personaliza jocul:
- Scapi mai ușor de carți: Dacă ai două cărți de aceiași culoare, simbol  și număr ai dreptul de a le pune pe amândouă
- Uno progresiv : Dacă se joacă o carte de extragere, iar următorul jucător are aceeași carte, poate juca acea carte și poate „îngreuna” pedeapsa, care se adaugă penalizării curente și o transmite următorului jucător. [2] (Deși un +4 nu poate fi stivuit pe un +2 sau invers. )  Această regulă internă este atât de frecvent utilizată încât a existat o surpriză pe Twitter pe scară largă în 2019 când Mattel a declarat că stivuirea nu face parte din regulile standard ale Uno. [4]
- Seven-O : Când se joacă un 7, persoana care a jucat poate alege să-și schimbe mâna cu cea a altui jucător. Când se joacă un zero, toți jucătorii își trec mâinile spre următorul jucător, depinzând de ordinea de joc.
- Jump-In : Dacă un jucător are exact aceeași carte (atât numărul, cât și culoarea) precum cartea de sus a grămezii de aruncare, o poate juca imediat, chiar dacă nu este rândul lor. Jocul continuă apoi de parcă acel jucător tocmai și-ar fi luat rândul.

## Strategii
O strategie la Uno poate fi ofensivă (cu scopul de a ieși) sau defensivă (cu scopul de a minimiza valoarea mâinii, în cazul în care un alt jucător iese, obținând astfel acele puncte). O parte importantă în a juca Uno este să știi când să adopți o strategie ofensivă sau defensivă.
O strategie ofensivă ar fi să te ții de Joker și de Joker-ul „ia patru” , deoarece acestea pot fi jucate aproape de capătul mâinii pentru a ieși (atunci când este mai greu să joci o carte potrivită). Cu toate acestea, o strategie defensivă ar sfătui să scăpați de astfel de cărți devreme, deoarece acestea au o valoare ridicată.
O strategie defensivă ar sfătui să joci o carte mare pentru a reduce valoarea punctului mâinii. Cu toate acestea, o strategie ofensatoare ar sugera să joci un 0 atunci când jucătorul dorește să continue cu culoarea curentă, deoarece este mai puțin probabil să fie egalat cu un alt 0 de o culoare diferită (există doar un 0 din fiecare culoare, dar două din fiecare 1-9).
Un jucător care deține o singură carte este obligat să strige „Uno” sau să riște să fie penalizat dacă este prins. Un jucător care numește „Uno” riscă să fie ținta unei acțiuni concertate de către ceilalți jucători, care ar putea folosi carduri de acțiune pentru a împiedica ieșirea acelui jucător. În funcție de nivelul și seriozitatea jocului, unii jucători pot evita în mod deliberat să spună „Uno”, în speranța de a evita detectarea și apoi de a ieși la următoarea tură. Din acest motiv, este util să ascunzi câte cărți sunt în mâna ta și să urmărești câte cărți deține fiecare alt jucător.
Puține au fost publicate despre strategia optimă pentru jocul Uno. Simulările jocurilor pot arunca o oarecare lumină în această privință. Încercările de a reduce numărul de puncte în mâinile unui jucător pot fi „citite” de către alți jucători dacă sunt prea transparente. Aceste informații pot fi exploatate de alți jucători și rezultă că o strategie mixtă poate fi mai adecvată.